# Xã Cadiz, Quận Harrison, Ohio
Xã Cadiz (tiếng Anh: Cadiz Township) là một xã thuộc quận Harrison, tiểu bang Ohio, Hoa Kỳ. Năm 2010, dân số của xã này là 3.689 người.